# Rosa 'Paul Ploton'
'Paul Ploton' (el nombre del obtentor registrado 'Paul Ploton'), es un cultivar de rosa moderna de jardín trepador que fue conseguido en Francia en 1910 por el rosalista francés René Barbier.

## Descripción
'Paul Ploton' es una rosa moderna de jardín de porte trepador, cultivar del grupo Híbrido Wichurana.
El cultivar procede del cruce de Rosa wichuraiana Crép. syn. x 'Madame Norbert Levavasseur'.
Las formas arbustivas del cultivar tienen porte trepador rampante y alcanza más de 300 cm de alto. Las hojas son de color verde oscuro y brillante, con denso follaje.
Sus delicadas flores de color rosa carmín con subtonos rosa en el reverso de los pétalos, envejece a rosa profundo. Flores medianas de 2.25". Dobles plenas con 26 a 40 pétalos. Floración en grandes grupos.
Florece una sola vez en primavera o verano. Si se le cortan las flores secas después florece esporádicamente.

## Origen
El cultivar fue desarrollado en Francia por el prolífico rosalista francés René Barbier en 1910. 'Paul Ploton' es una rosa híbrida triploide con ascendentes parentales de Rosa wichuraiana Crép. syn. x 'Madame Norbert Levavasseur'.
El obtentor fue registrado bajo el nombre cultivar de 'Paul Ploton' por René Barbier en 1910 y se le dio el nombre comercial de 'Paul Ploton'.
La rosa fue conseguida en Francia por René Barbier antes de 1910 e introducida en el mercado francés por "Barbier frères & Cie." en 1910 como 'Paul Ploton'.
Actualmente hay una casi completa colección de rosales trepadores de Barbier en la Roseraie de l'Haÿ-les Roses, cerca de París.

## Cultivo
Aunque las plantas están generalmente libres de enfermedades, es posible que sufran de punto negro en climas más húmedos o en situaciones donde la circulación de aire es limitada.
Las plantas toleran media sombra, a pesar de que se desarrollan mejor a pleno sol. En América del Norte son capaces de ser cultivadas en USDA Hardiness Zones 6b a 9b. La resistencia y la popularidad de la variedad han visto generalizado su uso en cultivos en todo el mundo.
Puede ser utilizado para las flores cortadas o jardín. Vigorosa. En la poda de Primavera es conveniente retirar las cañas viejas y madera muerta o enferma y recortar cañas que se cruzan. En climas más cálidos, recortar las cañas que quedan en alrededor de un tercio. En las zonas más frías, probablemente hay que podar un poco más que eso. Requiere protección contra la congelación de las heladas invernales.